# Conclave de 1655
Le conclave papal de 1655 est convoqué à la mort du pape Innocent X, le 7 janvier 1655 afin de lui désigner un successeur. Il aboutit à l'élection du cardinal Fabio Chigi sous le nom d'Alexandre VII en tant que 237e pape de l'Église catholique romaine.

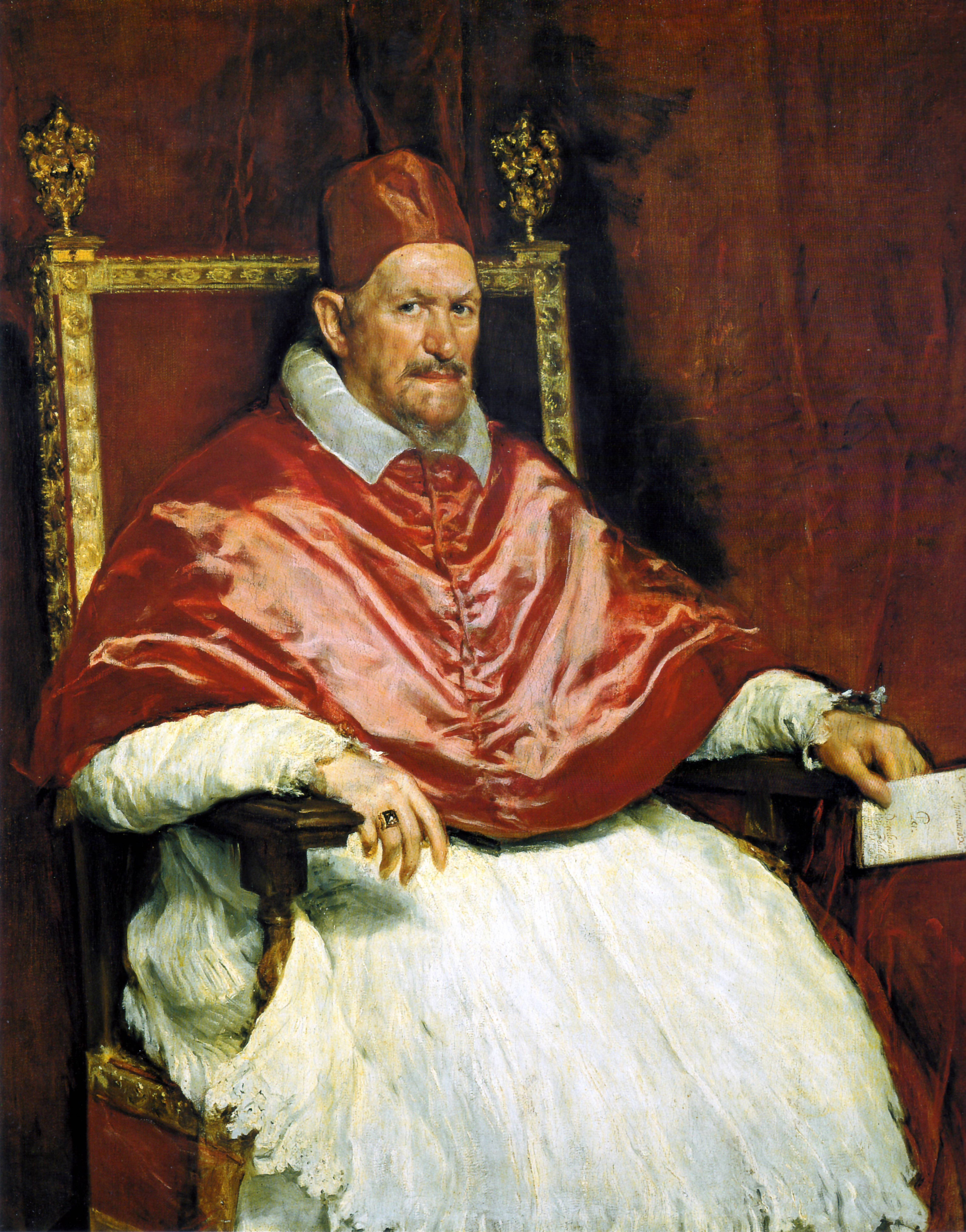
Le pape Innocent X meurt le 7 janvier 1655.
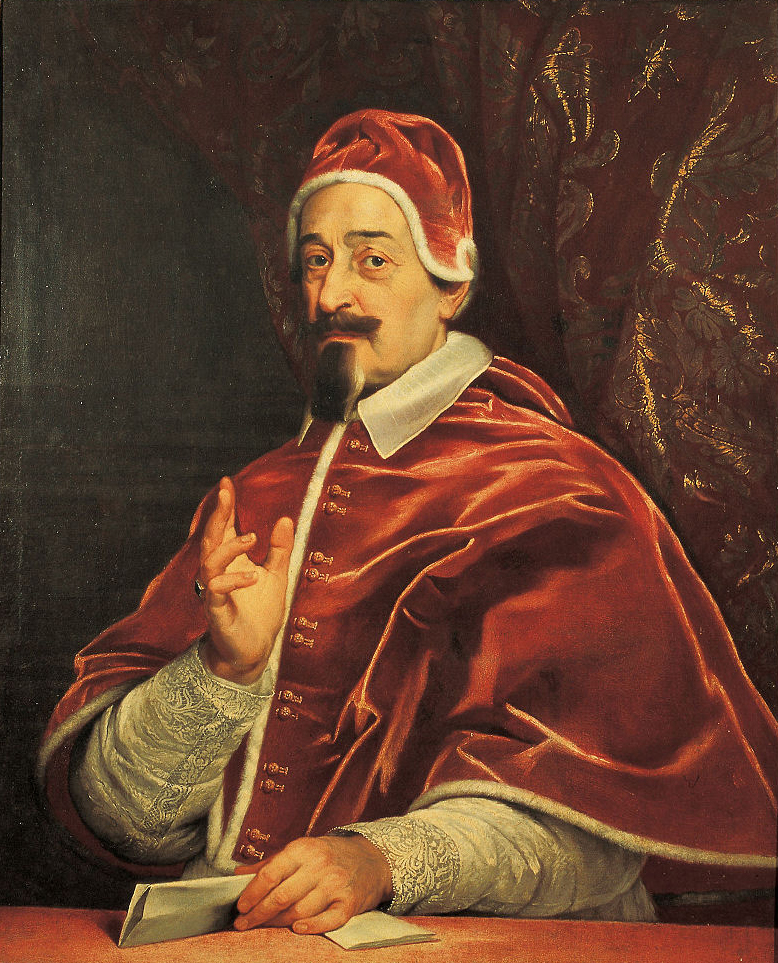
Fabio Chigi élu pape sous le nom d'Alexandre VII.

## Liste des cardinaux ayant pris part au conclave
| Portrait | Nom                                                                  | Pays                           | Élévation au cardinalat                              | Fonction lors du conclave                                                                                   | Participant aux conclaves de                          |
| -------- | -------------------------------------------------------------------- | ------------------------------ | ---------------------------------------------------- | --- | ----------------------------------------------------- |
|          | Carlo de' Medici (19 mars 1595 – 17 juin 1666)                       | Grand-duché de Toscane         | 2 décembre 1615 (depuis 39 ans, 1 mois et 16 jours)  | Doyen du Collège des cardinaux Cardinal-évêque d'Ostie et Velletrie                                         | - 1621 - 1623 - 1644 - 1655                           |
|          | Francesco Barberini (23 septembre 1597 – 10 décembre 1679)           | Grand-duché de Toscane         | 26 octobre 1623 (depuis 31 ans, 2 mois et 23 jours)  | Vice-doyen du Collège des cardinaux Cardinal-évêque de Porto et Santa Rufina                                | - 1644 - 1655 - 1667 - 1669-1670 - 1676               |
|          | Bernardino Spada (21 avril 1594 – 10 novembre 1661)                  | États pontificaux              | 19 janvier 1626 (depuis 28 ans, 11 mois et 30 jours) | Cardinal-évêque de Sabina                                                                                   | - 1644 - 1655                                         |
|          | Giulio Cesare Sacchetti (1586-1587 – 28 juin 1663)                   | États pontificaux              | 19 janvier 1626 (depuis 28 ans, 11 mois et 30 jours) | Cardinal-évêque de Frascati                                                                                 | - 1644 - 1655                                         |
|          | Marzio Ginetti (7 février 1586 – 1er mars 1671)                      | États pontificaux              | 19 janvier 1626 (depuis 28 ans, 11 mois et 30 jours) | Cardinal-évêque d'Albano                                                                                    | - 1644 - 1655 - 1667 - 1669-1670                      |
|          | Luigi Capponi (1582 – 6 avril 1659)                                  | Grand-duché de Toscane         | 24 novembre 1608 (depuis 46 ans, 1 mois et 25 jours) | Cardinal-prêtre de San Lorenzo in Lucina Cardinal protoprêtre Bibliothécaire de l'Église catholique romaine | - 1621 - 1623 - 1644 - 1655                           |
|          | Ernst Adalbert von Harrach (25 octobre 1598 – 25 octobre 1667)       | Archiduché d'Autriche          | 19 janvier 1626 (depuis 28 ans, 11 mois et 30 jours) | Archevêque de Prague Cardinal-prêtre de Santa Prassede                                                      | - 1644 - 1655 - 1667                                  |
|          | Antonio Barberini (5 août 1607 – 3 août 1671)                        | États pontificaux              | 30 août 1627 (depuis 27 ans, 4 mois et 19 jours)     | | - 1644 - 1655 - 1667 - 1669-1670                      |
|          | Virginio Orsini (17 mai 1615 – 21 août 1676)                         | États pontificaux              | 16 décembre 1641 (depuis 13 ans, 1 mois et 2 jours)  | | - 1644 - 1655 - 1667 - 1669-1670                      |
|          | Girolamo Colonna (23 mars 1604 – 4 septembre 1666)                   | Royaume de Naples              | 30 août 1627 (depuis 27 ans, 4 mois et 19 jours)     | | - 1644 - 1655                                         |
|          | Giovanni Battista Maria Pallotta (23 janvier 1594 – 22 janvier 1668) | États pontificaux              | 19 novembre 1629 (depuis 25 ans, 1 mois et 30 jours) | | - 1644 - 1655 - 1667                                  |
|          | Francesco Maria Brancaccio (15 avril 1592 – 9 janvier 1675)          | Royaume de Naples              | 28 novembre 1633 (depuis 21 ans, 1 mois et 21 jours) | | - 1644 - 1655 - 1667 - 1669-1670                      |
|          | Alessandro Bichi (30 septembre 1596 – 25 mai 1657)                   | Grand-duché de Toscane         | 28 novembre 1633 (depuis 21 ans, 1 mois et 21 jours) | | - 1644 - 1655                                         |
|          | Ulderico Carpegna (25 mai 1595 – 24 janvier 1679)                    | États pontificaux              | 28 novembre 1633 (depuis 21 ans, 1 mois et 21 jours) | | - 1644 - 1655 - 1667 - 1669-1670 - 1676               |
|          | Stefano Durazzo (16 juin 1594 – 11 juillet 1667)                     | République de Gênes            | 28 novembre 1633 (depuis 21 ans, 1 mois et 21 jours) | | - 1644 - 1655 - 1667                                  |
|          | Marcantonio Franciotti (1592 – 8 février 1666)                       | République de Lucques          | 26 novembre 1633 (depuis 21 ans, 1 mois et 23 jours) | | - 1644 - 1655                                         |
|          | Ascanio Filomarino (1583 – 3 novembre 1666)                          | Royaume de Naples              | 16 décembre 1641 (depuis 13 ans, 1 mois et 2 jours)  | | - 1644 - 1655                                         |
|          | Marcantonio Bragadin (1591 – 28 mars 1658)                           | République de Venise           | 16 décembre 1641 (depuis 13 ans, 1 mois et 2 jours)  | | - 1644 - 1655                                         |
|          | Pier Donato Cesi (1583 – 30 janvier 1656)                            | États pontificaux              | 16 décembre 1641 (depuis 13 ans, 1 mois et 2 jours)  | | - 1644 - 1655                                         |
|          | Vincenzo Maculani (11 septembre 1578 – 16 janvier 1667)              | Duché de Parme                 | 16 décembre 1641 (depuis 13 ans, 1 mois et 2 jours)  | | - 1644 - 1655                                         |
|          | Francesco Peretti di Montalto (1595 – 4 mai 1655)                    | États pontificaux              | 16 décembre 1641 (depuis 13 ans, 1 mois et 2 jours)  | | - 1644 - 1655                                         |
|          | Cesare Facchinetti (17 septembre 1608 – 13 janvier 1683)             | États pontificaux              | 13 juillet 1643 (depuis 11 ans, 6 mois et 5 jours)   | | - 1644 - 1655 - 1667 - 1669-1670 - 1676               |
|          | Girolamo Grimaldi-Cavalleroni (20 août 1595 – 4 novembre 1685)       | République de Gênes            | 13 juillet 1643 (depuis 11 ans, 6 mois et 5 jours)   | | - 1644 - 1655 - 1676                                  |
|          | Carlo Rossetti (1614 – 23 novembre 1681)                             | États pontificaux              | 13 juillet 1643 (depuis 11 ans, 6 mois et 5 jours)   | | - 1644 - 1655 - 1667 - 1669-1670 - 1676               |
|          | Francesco Angelo Rapaccioli (1608 – 15 mai 1657)                     | États pontificaux              | 13 juillet 1643 (depuis 11 ans, 6 mois et 5 jours)   | | - 1644 - 1655                                         |
|          | Francesco Adriano Ceva (1580 – 12 octobre 1655)                      | Duché de Savoie                | 13 juillet 1643 (depuis 11 ans, 6 mois et 5 jours)   | | - 1644 - 1655                                         |
|          | Angelo Giori (11 mai 1586 – 8 août 1662)                             | États pontificaux              | 13 juillet 1643 (depuis 11 ans, 6 mois et 5 jours)   | | - 1644 - 1655                                         |
|          | Juan de Lugo y de Quiroga (25 novembre 1583 – 20 août 1660)          | Monarchie espagnole            | 13 juillet 1643 (depuis 11 ans, 6 mois et 5 jours)   | | - 1644 - 1655                                         |
|          | Domenico Cecchini (1589 – 1er mai 1656)                              | États pontificaux              | 14 novembre 1644 (depuis 10 ans, 2 mois et 4 jours)  | | - 1655                                                |
|          | Niccolò Albergati-Ludovisi (15 septembre 1608 – 9 août 1687)         | États pontificaux              | 6 mars 1645 (depuis 9 ans, 10 mois et 12 jours)      | | - 1655 - 1667 - 1669-1670 - 1676                      |
|          | Pier Luigi Carafa (18 juillet 1581 – 15 février 1655)                | Royaume de Naples              | 6 mars 1645 (depuis 9 ans, 10 mois et 12 jours)      | | - 1655                                                |
|          | Alderano Cibo (16 juillet 1613 – 22 juillet 1700)                    | République de Gênes            | 6 mars 1645 (depuis 9 ans, 10 mois et 12 jours)      | | - 1655 - 1667 - 1669-1670 - 1676 - 1689 - 1691        |
|          | Fabrizio Savelli (1607 – 26 février 1659)                            | États pontificaux              | 7 octobre 1647 (depuis 7 ans, 3 mois et 11 jours)    | | - 1655                                                |
|          | Francesco Cherubini (1585 – 24 avril 1656)                           | États pontificaux              | 7 octobre 1647 (depuis 7 ans, 3 mois et 11 jours)    | | - 1655                                                |
|          | Camillo Astalli-Pamphili (21 octobre 1616 – 21 décembre 1663)        | États pontificaux              | 19 septembre 1650 (depuis 4 ans, 3 mois et 30 jours) | | - 1655                                                |
|          | Jean-François Paul de Gondi (20 septembre 1613 – 24 août 1679)       | Royaume de France              | 19 février 1652 (depuis 2 ans, 10 mois et 30 jours)  | | - 1655 - 1667 - 1669-1670 - 1676                      |
|          | Fabio Chigi (13 février 1599 – 22 mai 1667)                          | Grand-duché de Toscane         | 19 février 1652 (depuis 2 ans, 10 mois et 30 jours)  | | - 1655                                                |
|          | Giovanni Girolamo Lomellini (1607 – 4 avril 1659)                    | République de Gênes            | 19 février 1652 (depuis 2 ans, 10 mois et 30 jours)  | | - 1655                                                |
|          | Luigi Omodei (1607 – 26 avril 1685)                                  | Duché de Milan                 | 19 février 1652 (depuis 2 ans, 10 mois et 30 jours)  | | - 1655 - 1667 - 1669-1670                             |
|          | Pietro Vito Ottoboni (22 avril 1610 – 1er février 1691)              | République de Venise           | 19 février 1652 (depuis 2 ans, 10 mois et 30 jours)  | | - 1655 - 1667 - 1669-1670 - 1676 - 1689               |
|          | Giacomo Corradi (1602 – 17 janvier 1666)                             | États pontificaux              | 19 février 1652 (depuis 2 ans, 10 mois et 30 jours)  | | - 1655                                                |
|          | Marcello Santacroce (7 juin 1619 – 19 décembre 1674)                 | États pontificaux              | 19 février 1652 (depuis 2 ans, 10 mois et 30 jours)  | | - 1655 - 1667 - 1669-1670                             |
|          | Baccio Aldobrandini (20 août 1613 – 21 janvier 1665)                 | Grand-duché de Toscane         | 19 février 1652 (depuis 2 ans, 10 mois et 30 jours)  | | - 1655                                                |
|          | Friedrich von Hessen-Darmstadt (28 février 1616 – 19 février 1682)   | Landgraviat de Hesse-Darmstadt | 19 février 1652 (depuis 2 ans, 10 mois et 30 jours)  | | - 1655 - 1667 - 1669-1670 - 1676                      |
|          | Lorenzo Imperiali (21 février 1612 – 21 septembre 1673)              | République de Gênes            | 19 février 1652 (depuis 2 ans, 10 mois et 30 jours)  | | - 1655 - 1667 - 1669-1670                             |
|          | Giberto Borromeo (28 septembre 1615 – 6 janvier 1672)                | États pontificaux              | 19 février 1652 (depuis 2 ans, 10 mois et 30 jours)  | | - 1655 - 1667 - 1669-1670                             |
|          | Giambattista Spada (28 août 1597 – 23 janvier 1675)                  | Royaume de France              | 2 mars 1654 (depuis 10 mois et 16 jours)             | | - 1655 - 1667 - 1669-1670                             |
|          | Prospero Caffarelli (1592 – 14 août 1659)                            | États pontificaux              | 2 mars 1654 (depuis 10 mois et 16 jours)             | | - 1655                                                |
|          | Francesco Albizzi (24 octobre 1593 – 5 octobre 1684)                 | États pontificaux              | 2 mars 1654 (depuis 10 mois et 16 jours)             | | - 1655 - 1667 - 1669-1670 - 1676                      |
|          | Ottavio Acquaviva d'Aragona (23 septembre 1608 – 26 septembre 1674)  | Royaume de Naples              | 2 mars 1654 (depuis 10 mois et 16 jours)             | | - 1655 - 1667 - 1669-1670                             |
|          | Giangiacomo Teodoro Trivulzio (1597 – 3 août 1656)                   | Duché de Milan                 | 19 novembre 1629 (depuis 25 ans, 1 mois et 30 jours) | | - 1644 - 1655                                         |
|          | Giulio Gabrielli (1604 – 31 août 1677)                               | États pontificaux              | 16 décembre 1641 (depuis 13 ans, 1 mois et 2 jours)  | | - 1644 - 1655 - 1667 - 1669-1670 - 1676               |
|          | Rinaldo d'Este (1618 – 30 septembre 1672)                            | Duché de Modène                | 16 décembre 1641 (depuis 13 ans, 1 mois et 2 jours)  | | - 1644 - 1655 - 1667 - 1669-1670                      |
|          | Vincenzo Costaguti (1612 – 6 décembre 1660)                          | République de Gênes            | 3 juillet 1643 (depuis 11 ans, 6 mois et 15 jours)   | | - 1644 - 1655                                         |
|          | Giovanni Stefano Donghi (1608 – 26 novembre 1669)                    | Royaume de France              | 13 juillet 1643 (depuis 11 ans, 6 mois et 5 jours)   | | - 1644 - 1655 - 1667                                  |
|          | Paolo Emilio Rondinini (1617 – 16 septembre 1668)                    | États pontificaux              | 13 juillet 1643 (depuis 11 ans, 6 mois et 5 jours)   | | - 1644 - 1655 - 1667                                  |
|          | Giancarlo de’ Medici (24 juillet 1611 – 23 janvier 1663)             | Grand-duché de Toscane         | 14 novembre 1644 (depuis 10 ans, 2 mois et 4 jours)  | | - 1655                                                |
|          | Federico Sforza (20 janvier 1603 – 24 mai 1676)                      | États pontificaux              | 6 mars 1645 (depuis 9 ans, 10 mois et 12 jours)      | | - 1655 - 1667 - 1669-1670                             |
|          | Benedetto Odescalchi (16 mai 1611 – 12 août 1689)                    | Duché de Milan                 | 6 mars 1645 (depuis 9 ans, 10 mois et 12 jours)      | | - 1655 - 1669-1670 - 1676                             |
|          | Cristoforo Vidman (1617 – 30 septembre 1660)                         | République de Venise           | 7 octobre 1647 (depuis 7 ans, 3 mois et 11 jours)    | | - 1655                                                |
|          | Lorenzo Raggi (1615 – 14 janvier 1687)                               | République de Gênes            | 7 octobre 1647 (depuis 7 ans, 3 mois et 11 jours)    | | - 1655 - 1667 - 1669-1670 - 1676                      |
|          | Francesco Maidalchini (12 avril 1621 – 13 juin 1700)                 | États pontificaux              | 7 octobre 1647 (depuis 7 ans, 3 mois et 11 jours)    | | - 1655 - 1667 - 1669-1670 - 1676 - 1689 - 1691        |
|          | Carlo Barberini (1er juin 1630 – 2 octobre 1704)                     | États pontificaux              | 23 juin 1653 (depuis 1 an, 6 mois et 26 jours)       | | - 1655 - 1667 - 1669-1670 - 1676 - 1689 - 1691 - 1700 |
|          | Carlo Pio di Savoia (7 avril 1622 – 13 février 1689)                 | États pontificaux              | 2 mars 1654 (depuis 10 mois et 16 jours)             | Cardinal-diacre de Santa Maria in Domnica                                                                   | - 1655 - 1667 - 1669-1670 - 1676                      |
|          | Carlo Gualterio (1613 – 1er janvier 1673)                            | États pontificaux              | 2 mars 1654 (depuis 10 mois et 16 jours)             | Cardinal-diacre de San Pancrazio fuori le mura                                                              | - 1655 - 1667 - 1669-1670                             |
|          | Decio Azzolino (11 avril 1623 – 8 juin 1689)                         | États pontificaux              | 2 avril 1654 (depuis 9 mois et 16 jours)             | Cardinal-diacre de Sant'Adriano al Foro                                                                     | - 1655 - 1667 - 1669-1670 - 1676                      |